# Брестская улица (Орёл)
Бре́стская улица — одна из улиц города Орла. Находится в пределах исторического центра — Верхнего города, в Советском районе. Названа в связи с установлением дружеских связей между Орлом и Брестом. Одна из оживлённых транспортных магистралей города. Начинается от Тургеневского моста (через реку Орлик) и доходит до улицы Салтыкова-Щедрина.

## История

«Каховка»

В 1963 году в архитектурной мастерской № 1 проектного градостроительного института Ленгипрогор под руководством автора генплана города Орла архитектора В. А. Гайковича был разработан градостроительный проект по устройству новой улицы. Проектом предполагалось строительство нового автомобильного моста через реку Орлик, названного впоследствии «Тургеневским», и пробивка по территории жилой застройки новой улицы параллельно существующей Ленинской. Это позволило бы улицу Ленина сделать только пешеходной, освободить центральную площадь Ленина от движения транспорта и разгрузить улицу Тургенева, сделав её с односторонним движением.
Движение по новому мосту и открытие улицы состоялось 5 ноября 1971 года. 3 октября 1972 улице официально присвоили имя «Брестская». В этот же день по ней были открыты два новых троллейбусных маршрута (№ 3 и 4) в район больницы Семашко. Первоначально, с двусторонним движением, Брестская соединялась с улицей Тургенева. Лишь в 1975 году по ним было организовано одностороннее движение.
Первое здание Дома печати, в котором разместились редакции газет «Орловская правда» и «Орловский комсомолец», украсило улицу в 1974 году. Рядом был реконструирован корпус областной типографии «Труд». На пересечении улиц Брестской и Тургенева был выстроен 14-этажный жилой дом типового проекта 124-124-4, получивший в народе название «трилистник» за свой внешний архитектурный вид. В 1976 году на улице открыли памятник героям Гражданской войны, московского скульптора А. Н. Бурганова. Нынешний облик Брестской улицы (до улицы Салтыкова-Щедрина) сформировался лишь к 1990-м годам.

## Городские объекты и достопримечательности улицы
- На доме № 6 мемориальная доска Журналистам «Орловской правды».
- Памятник героям гражданской войны.
- Жилой дом «Трилистник».